# Leonardo Villena Pardo
Leonardo Villena Pardo (Casas de Ves, Albacete, 15 de mayo de 1917 – 7 de julio de 2015) fue una personalidad de las Ciencias Físicas, Física Matemática y Metrología española. Es conocido por contribuir a la internacionalización de la metrología española.

## Reseña biográfica
Nació en Casas de Ves, Albacete, el 15 de mayo de 1917.
Estudio en la Universidad Complutense Ciencias Físicas y Física Matemática, siendo alumno de Julio Palacios.
Colaboró con Esteban Terradas, Otero Navascués y Armando Durán.
Trabajó para el Consejo Superior de investigaciones Científicas.
Reconocimientos: Medalla de Honor del Instituto Internacional de Castillos.

## Miembro
- Comité Consultivo de Unidades del Comité Internacional de Pesas y Medidas, BIPM.
- Comité de Metrología de la Asociación Española para el Control de la Calidad, AEC.
- Unión Internacional de Física Pura y Aplicada, UIPAP.
- Real Sociedad de Física y Química.
- Asociación Española de Científicos.
- Asociación Española de Amigos de los Castillos, AEAC.
- Asociación Cultural Hispano Americana, fundador y presidente.
- Fomento de la Ciencia y la Técnica (FOCITEC).
- Fundación Carlos García Cabrerizo.
- Proyecto de P. José María Llanos, colegio mayor para estudiantes trabajadores.
- Sociedad para la Historia, la Filosofía y la Ciencia.
- Comisión de Instrumentos Científicos.
- Comité Internacional para la Metrología
- Histórica. Asamblea Amistosa Literaria”, fundada por Jorge Juan en 1755.

## Contribución al desarrollo de la Metrología
En la década de 1940 realizó el primer intento de impulsar en España la Metrología, para aprovechar las capacidades de calibración y ensayo de los siete institutos coordinados por el Consejo Nacional de Física.
En 1972 funda el Comité de Metrología de la AECC, con la participación de los mejores laboratorios españoles, tanto públicos como privados.
Su participación fue decisiva para que, en 1973, España participara en la Conferencia Europea de Metrología celebrada en Teddington. Allí se establecieron las bases para el reconocimiento mutuo y la cooperación europea en metrología y calibración. 
Con laboratorios del Comité de Metrología, el Ministerio de Industria, puso en marcha, en 1982, el Servicio de Calibración Industrial, SCI. Posteriormente sus funciones fueron integradas en ENAC. La cabeza del SCI estaba formado por un grupo de los prestigiosos metrólogos de España, presididos por Leonardo Villena.
Uno de los grandes servicios que Leonardo Villena hizo a la Metrología en España: En Europa se había creado un servicio Europeo de Calibración, la Western European Calibration Cooperation (WECC). Partía de la conferencia de Teddington, que se ha mencionado anteriormente, en la que no estaba representado el SCI. El prestigio de Villena hizo que fuera invitado a la reunión en Dublín, en 1985, donde Villena hizo una presentación del SCI, que fue admitido sin reservas. Este es el antecedente de lo que actualmente es European co-operation for Accreditation, EA.  
Hasta 2008, siguió en el comité de metrología difundiendo la metrología en España con su ejemplo de generosidad y colaboración, mediante publicaciones, cursos, conferencias, etc.